# Crinum brevilobatum
Crinum brevilobatum là một loài thực vật có hoa trong họ Amaryllidaceae. Loài này được McCue mô tả khoa học đầu tiên năm 1960.